# Comet Crash
Comet Crash es un videojuego "Tower defence" desarrollado por Pelfast y lanzado en abril de 2009.
Una expansión llamada "Comet Crash: Bionic Swarm" salió a mediados del 2010.

## Argumento
El propósito del jugador es defenderse de los ataques del enemigo mientras construye su arsenal para atacarlo. 
Hay diversas estructuras para defenderse como torretas y láseres y también varias unidades para atacar como ladrones, aviones, tanques y torpedos, dichas estructuras y unidades se compran con un mineral llamado Torio, que también se usa para mejorarlas. El Torio es liberado por meteoritos que viajan en el campo de juego cuando estos son destruidos por diferentes estructuras como los laseres.

## Recepción
Comet Crash fue muy bien recibido por los críticos quienes elogiaron principalmente la capacidad de atacar al enemigo y no solo defender como en otros juegos de Tower defence. IGN le dio 8.5, Gamespot, 9 y Metacritic, 83.